# Dagor Aglareb
La Dagor Aglareb ("Batalla Gloriosa") es una batalla ficticia que tiene lugar dentro del legendarium creado por el escritor británico J. R. R. Tolkien y que es narrada en la novela El Silmarillion. Fue la tercera batalla de las Guerras de Beleriand, libradas durante la Primera Edad del Sol, ocurrida medio siglo después de las dos anteriores, cuando los Noldor ya se habían establecido en diversos reinos; casi todos ellos en la mitad norte de Beleriand, más cerca del Enemigo que los dominios Sindar. La zona nor-occidental estaba controlada por Fingolfin, Rey Supremo de los Noldor, y sus hijos; mientras que el área oriental estaba bajo la influencia de los hijos de Fëanor; la parte central quedó bajo el dominio de los hijos de Finarfin.
La estrategia de Morgoth consistía en separar las fuerzas de los Noldor y conquistar Dorthonion, ganando Tierras altas más fáciles de proteger, sin embargo ésta estrategia fracasa. 
Entonces Morgoth envió un nuevo ejército, más grande que los tres anteriores juntos. Atacó el paso del Sirion, uno de los accesos clave a Beleriand desde el norte, y lo forzó. Pero los Noldor estaban alerta, y cuando los orcos estaban avanzando por la meseta de Dorthonion, Fingolfin y Maedhros atacaron de forma coordinada por los flancos derecho e izquierdo del ejército y lo aniquilaron. Los Noldor revalidaron aquí su gran capacidad. La relación entre orco y noldor muerto era de 20 a 1, lo que hizo a Morgoth concebir criaturas que tuvieran más capacidad punitiva que los orcos (que terminaría en la concepción de los Grandes Dragones y los trolls como las más conocidas). 
El ejército orco fue perseguido hasta las mismísimas puertas de su fortaleza Angband, que los Elfos sitiaron. Se inició así el sitio de Angband, que duraría casi cuatrocientos años, durante los cuales los Noldor montaron en las mismas puertas de Morgoth y hubo paz y prosperidad en Beleriand. Por esta razón, esta batalla se conoció como Dagor Aglareb (la Batalla Gloriosa)